# Erich Maas (Fußballspieler)
Erich Maas (* 24. Dezember 1940 in Prüm) ist ein ehemaliger deutscher Fußballspieler, der in der Bundesliga für den 1. FC Saarbrücken, Eintracht Braunschweig und den FC Bayern München sowie für französische Vereine in der ersten bis dritten Liga gespielt hat. Dabei wurde er mit Braunschweig und dem FC Nantes jeweils Landesmeister.

## Karriere

### In Deutschland

#### SV Prüm / 1. FC Saarbrücken
Im kleinen Eifelstädtchen Prüm im heutigen Landkreis Bitburg-Prüm, am Fuß der Schneifel gelegen, begann der Jugendspieler beim SV Prüm mit dem Fußballspiel. Maas spielte beim SV Prüm in der Rechtsaußenposition, später – da beidfüßig stark – in Saarbrücken und Braunschweig auf der Linksaußenposition. Technisch versiert und mit einer außerordentlichen Grundschnelligkeit und Sprintstärke versehen, wurde er einer der stärksten Außenstürmer in den Anfangsjahren der Bundesliga. Der gelernte Konditor wechselte zur Saison 1962/63 ins Saarland zum 1. FC Saarbrücken in die Oberliga Südwest. Der talentierte Flügelstürmer wurde von Trainer Helmuth Johannsen dort in 23 Spielen eingesetzt, in denen er auch neun Tore erzielte. Der 1. FC Saarbrücken belegte am Saisonende den fünften Tabellenplatz und wurde zusammen mit dem 1. FC Kaiserslautern in die neu geschaffene Bundesliga aufgenommen. Erich Maas gehörte deshalb im Gründungsjahr der Fußball-Bundesliga 1963 zu den Spielern der ersten Stunde, doch der 1. FC Saarbrücken stieg gleich in der ersten Saison aus der Bundesliga ab. Trainer Johannsen war nach Braunschweig gewechselt und seinem Nachfolger Helmut Schneider gelang es nicht, mit dem Südwestvertreter die Klasse zu halten. Der Mann aus Prüm kam im Debütjahr der Bundesliga auf 21 Spiele und einen Treffer.

#### Eintracht Braunschweig
Maas bekam aber nach dem Abstieg von seinem früheren Trainer Johannsen ein Angebot und wechselte zu Eintracht Braunschweig. Mit dem Flügelpaar Klaus Gerwien/Erich Maas baute der langfristig planende Trainer Johannsen auf ein gefährliches Konterspiel aus einer starken Defensive heraus. Mit dem technisch ausgezeichneten Halbstürmer Lothar Ulsaß, der auch noch sehr torgefährlich war, hatte die Eintracht – bekannt für ihr Abwehrbollwerk um Torhüter Horst Wolter und die Innenverteidiger Joachim Bäse und Peter Kaack – auch das Offensivniveau für Plätze im oberen Tabellenbereich. Am Ende der Saison 1966/67 wurde Erich Maas mit Braunschweig Deutscher Meister. Er absolvierte in der Meisterrunde 33 Spiele und schoss zehn Tore. Neben dem Titelgewinn waren auch die Spiele im Europapokal der Landesmeister in der Saison 1967/68 herausragend in seiner Braunschweig Zeit. Zuerst stürmte der Linksaußen mit Erfolg in beiden Begegnungen gegen Rapid Wien im September 1967, dann stand die große Herausforderung Juventus Turin an. Das Heimspiel am 31. Januar 1968 gewann Braunschweig mit 3:2 Toren, verlor in Turin aber durch einen Elfmeter in der 88. Spielminute unglücklich mit 0:1. Auch im Entscheidungsspiel am 20. März 1968 in Bern, wiederum setzte sich Juventus mit 1:0 durch, stürmte Erich Maas am linken Flügel der Eintracht. Nach einem Testspiel der DFB-Auswahl am 24. Januar 1968 in Essen gegen Schwarz-Weiß Essen, in dem Maas zwei Treffer gelangen, wurde er von Bundestrainer Helmut Schön in das Aufgebot der A-Nationalmannschaft für das Länderspiel am 6. März in Brüssel gegen Belgien – in der 78. Minute für Georg Volkert eingewechselt – berufen. Am 24. September 1969 beim 1:0-Sieg in Sofia über Bulgarien und am 8. April 1970 beim 1:1-Unentschieden in Stuttgart gegen Rumänien kam er zu weiteren Einsätzen in der A-Nationalmannschaft.

#### FC Bayern München
1970 wechselte er zum FC Bayern München, wo er jedoch nicht Fuß fassen konnte. Unter Trainer Udo Lattek kam er lediglich zu sechs Einsätzen. Alle sechs Spiele (ohne Niederlage) bestritt der anerkannt gute Linksaußen in München auf der Position des Rechtsaußen. Sein letztes Spiel für die Bayern war auch sein letztes in der Bundesliga und dazu ein besonderes: Am 7. Oktober 1970 (10. Spieltag) wurde er beim 3:1-Heimsieg über den 1. FC Kaiserslautern in der 46. Minute für Uli Hoeneß ein- und in der 54. Minute – also nur 8 Minuten später (!) – für Edgar Schneider wieder ausgewechselt.
Erich Maas bestritt insgesamt 208 Ligaspiele (43 Tore), 13 DFB-Pokal- (2 Tore) und 5 Europapokalspiele.

### In Frankreich

#### FC Nantes
Noch während der Saison 1970/71 zog es ihn aus Bayern in die erste französische Division zum FC Nantes, der sich unter Trainer José Arribas zu einem der beiden Spitzenvereine Frankreichs entwickelt hatte. Sein erstes Punktspiel dort bestritt er Mitte November 1970. In den folgenden Jahren – Maas blieb bis 1975 – kam er auf 150 Erstligaspiele, in denen ihm 43 Treffer gelangen. Seine erfolgreichste Saison war 1972/73, als er Französischer Meister wurde und im Pokalendspiel stand, welches am 17. Juni 1973 mit 1:2 gegen Olympique Lyon verloren ging. Individuell war er 1971/72 am stärksten: Mit seinen 16 Saisontreffern belegte er Platz 12 der Torjägerliste.

#### FC Rouen und Paris FC
Zur Saison 1975/76 wechselte er zum Zweitligisten FC Rouen, für den er in 29 Spielen sieben Tore erzielte. Im Jahr darauf wechselte er zum Ligakonkurrenten Paris FC, für den er in 22 Spielen 10 Tore erzielte. 1977 spielte Maas für den Drittligisten CS Stiring-Wendel – nur einen Katzensprung von seiner ersten sportlichen Station Saarbrücken entfernt. Für diesen absolvierte er 27 Spiele und war sechsmal als Torschütze erfolgreich.

### Sonstiges
Seit den frühen 1970er lebt Maas auch in Igney (Frankreich) in der Nähe von Nancy. Er ist verheiratet und hat mit seiner Frau Gabrielle einen gemeinsamen Sohn. Sein Bruder Heinz war ein semiprofessioneller Golfspieler und Trainer.

## Erfolge
- Deutscher Meister 1967 (mit Eintracht Braunschweig)
- Französischer Meister 1973 (mit dem FC Nantes)